# Modo dórico

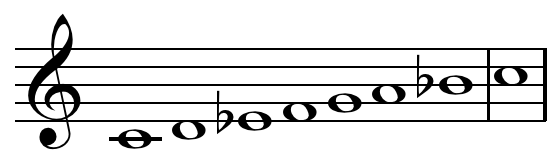
Modo dórico moderno en do.

Modo dórico  o modo dorio en música puede hacer referencia a tres conceptos distintos relacionados con escalas debido a confusiones históricas en la transcripción: 
- uno de los harmoniai o tonoi griegos basado en una especie de octava concreta, la octava mi'–mi.
- uno de los modos eclesiásticos medievales, también llamado modo I, protus authenticus o modo auténtico de re.[2]
- una escala diatónica modal moderna, relacionada con el modo medieval. También recibió la denominación de modo ruso menor por Mili Balákirev.[3]

## Modo dórico griego

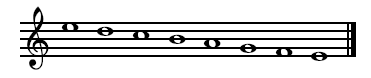
Modo dórico griego en mi.

En la teoría musical de la antigua Grecia es más apropiado emplear los términos harmonia o tonos (en plural harmoniai o tonoi), ya que la palabra «modo» es un término latino posterior. Así pues, el modo o harmonia dórico recibe esta denominación por el antiguo pueblo griego de los dorios.
Se construye, como el resto de modos auténticos griegos, descendentemente a partir de la nota tónica del modo mediante dos tetracordos idénticos separados por un tono entero. La teoría musical griega distinguía tres géneros de escalas:
- En el género diatónico la interválica descendente de cada tetracordo es tono–tono–semitono.
- En el género cromático la interválica descendente de cada tetracordo es tercera menor–semitono–semitono.
- En el género enarmónico la interválica descendente de cada tetracordo es tercera mayor–cuarto de tono–cuarto de tono.

En su género diatónico está formado por la sucesión de notas que se produce al tocar todas las teclas blancas de un piano de mi a mi (mi–re–do–si | la–sol–fa–mi). Se trata de una escala descendente que va desde la nota hypate meson hasta nete diezeugmenon. Esta misma secuencia de notas ordenada ascendentemente es equivalente al modo frigio actual.
Desplazando el tetracordo superior a continuación del inferior se genera la especie de octava hipodórica, que literalmente quiere decir «bajo el dórico». En este caso se coloca el único tono al principio de la escala seguido de dos tetracordos conjuntos, siendo la nota superior del primer tetracordo es además la nota final del segundo (la–sol–fa–mi | (mi)–re–do–si | la). Esta misma secuencia de notas ordenada ascendentemente es equivalente al modo eólico moderno (la | si–do–re–mi | (mi)–fa–sol–la).
La colocación de los dos tetracordos juntos y el único tono al final de la escala da lugar a la especie de octava mixolidia, que es una sucesión de notas equivalente al modo locrio moderno.
|                                                     |
| Dórico griego en mi (género diatónico). Reproducirⓘ |

|                                                     |
| Dórico griego en mi (género cromático). Reproducirⓘ |

|                                                      |
| Dórico griego en mi (género enarmónico). Reproducirⓘ |

## Modo dórico medieval
Durante la Edad Media se llevó a cabo una reorganización del sistema modal, de tal manera que los modos pasaron a ser ascendentes. Se les llama también modos eclesiásticos o gregorianos por ser utilizados en el canto llano litúrgico. Estos modos medievales son una copia de los ocho tonos bizantinos y tomaron sus denominaciones de los modos griegos. La iglesia bizantina desarrolló en sus orígenes un sistema de ocho modos musicales (el oktōēchos), que sirvió como modelo para que los teóricos del canto llano medieval europeo desarrollaran su propio sistema de clasificación modal a partir del siglo IX. El éxito de la síntesis occidental de este sistema con elementos del cuarto libro de la serie De institutione musica de Boecio, creó la falsa impresión de que el oktōēchos bizantino era herencia directa de la antigua Grecia.
El término fue usado originalmente para designar a una de las harmoniai tradicionales de la teoría musical griega y tenía varios significados, entre los que se incluía el sentido de una octava formada por ocho sonidos. Este nombre fue tomado por el teórico Ptolomeo del siglo II junto con otros seis para designar sus siete tonoi o tonalidades de transposición. Cuatro siglos más tarde, Boecio interpretó a Ptolomeo en latín, aún con el sentido de tonalidades de transposición en lugar de escalas. Cuando la teoría del canto llano estaba siendo formulada por primera vez en el siglo IX, estos siete nombres más un octavo, hipermixolidio (más tarde sustituido por hipomixolidio), fueron nuevamente reasignados en el tratado anónimo Alia Musica. Uno de los comentarios sobre ese tratado denominado Nova expositio, les dio por primera vez el sentido de especies de octavas diatónicas, o escalas.

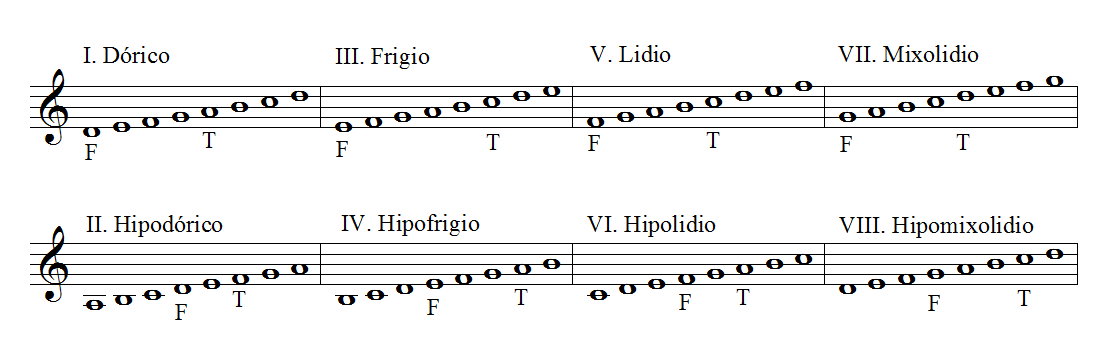
Los ocho modos medievales, la letra «F» indica la finalis y la «T» el tenor.

La denominación «dórico» llegó a ser aplicada a uno de los ocho modos de música eclesiástica medieval: el primer modo, que además del nombre griego también era conocido como modo I, protus authenticus o modo auténtico de re.
La nota más importante de un modo era la finalis en la cual concluye; le sigue en importancia la nota de repercusión que era aquella en la que se desarrollaba la salmodia o recitación. En el modo dórico la finalis era re y la nota de repercusión era la. En la teoría medieval el modo dórico auténtico podría incluir la nota si bemol «por licencia» además de si natural. El mismo patrón escalar, pero partiendo una cuarta o quinta por debajo de la final del modo re, y que se extiende por encima una quinta (o sexta, terminando en si bemol), se ha numerado como el modo 2 en el sistema medieval. Este era el modo plagal correspondiente al dórico auténtico, que fue llamado modo hipodórico.
En la forma no traspuesta en re, en las formas auténticas y plagales, la nota do es a menudo elevada a do sostenido para formar un tono principal, y el sexto grado variable es en general si natural en orden ascendente y si bemol en orden descendente.

## Modo dórico moderno

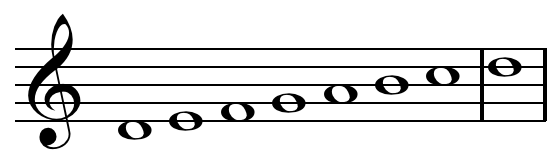
Modo dórico moderno en re.

El modo dórico moderno o modo de re, por el contrario, es una escala diatónica estricta que puede formarse de forma sencilla a partir las teclas blancas del piano de re a re, así como cualquier transposición de su patrón de intervalos ascendente (T–S–T–T–T–S–T). Es un modo simétrico, lo que significa que el esquema de tonos y semitonos es el mismo en dirección ascendente y descendente. 
Debido a la importancia de la escala mayor en la música actual, este modo se suele describir como la escala mayor tocada desde la nota que está un tono por encima de la tónica de esa escala mayor, es decir, desde su segundo grado. Por ejemplo, en la tonalidad de do mayor el resultado sería re–mi–fa–sol–la–si–do–re. Sin embargo, la escala resultante es menor o transmite la sensación de menor, puesto que el re pasa a ser el nuevo centro tonal, la tercera menor existente entre re y el nuevo tercer grado o mediante fa nos produce una sensación de modo menor en la escucha. Si construimos un acorde tríada sobre la tónica el resultado es un acorde menor. 
Asimismo, es equivalente a la escala menor natural o modo eólico pero con el sexto grado ascendido un semitono. La diferencia entre ambas se hace patente en la diferente «dureza» de la sexta nota de la escala. La única diferencia entre los modos dórico y eólico es si la sexta es o no mayor; en la eólica es menor mientras que en la dórica es mayor. Las tríadas I, IV y V del modo dórico son menor, mayor y menor respectivamente (i–IV–v), por su parte en el modo eólico son todas menores (i–iv–v). En ambas escalas se aplica estrictamente que la tríada dominante es menor, a diferencia de la escala menor donde es normalmente mayor (véase escala menor armónica). Cabe señalar que el sexto grado se suele elevar en la música menor, al igual que se suele reducir en el modo dórico (véase escala menor melódica). El acorde mayor de subdominante proporciona al modo dórico una tonalidad más brillante que la menor natural, el sexto grado elevado está a un tritono de distancia de la tercera menor de la tónica. La subdominante también tiene un matiz mixolidio ("dominante").
Ejemplos de construcción del modo dórico:
- Modo dórico en do: relacionado con la escala de si bemol mayor (do–re–mi♭–fa–sol–la–si♭–do)
- Modo dórico en re: relacionado con la escala de do mayor (re–mi–fa–sol–la–si–do–re)
- Modo dórico en mi: relacionado con la escala de re mayor (mi–fa♯–sol–la–si–do♯–re–mi)
- Modo dórico en fa: relacionado con la escala de mi bemol mayor (fa–sol–la♭–si♭–do–re–mi♭–fa)
- Modo dórico en sol: relacionado con la escala de fa mayor (sol–la–si♭–do–re–mi–fa–sol)
- Modo dórico en la: relacionado con la escala de sol mayor (la–si–do–re–mi–fa♯–sol–la)
- Modo dórico en si: relacionado con la escala de la mayor (si–do♯–re–mi–fa♯–sol♯–la–si)

Nota característica del Modo Dórico
El sonido característico del modo dórico es el sexto grado. El sexto grado en este modo es mayor, es decir, es una sexta mayor formada por cuatro tonos y medio de distancia en relación con la raíz de la escala.  La sexta mayor, precisamente, es la nota que diferencia a la escala dórica de la escala menor natural  y por lo tanto le otorga la sonoridad modal dórica.
Se debe prestar atención a la relación armónica que produce esta nota, la sexta mayor, con la tercera menor del acorde. Las dos notas juntas forman un intervalo de tritono. Esto hace que la nota característica pueda verse comprometida en una situación no modal.
El modo dórico no contiene ninguna nota de la escala que esté a distancia de semitono por encima de ninguna nota del acorde que genera el propio modo, por tanto, no contiene notas a evitar dentro de la escala. Salvo el intervalo de tritono que se pueda llegar a generar de forma armónica en algunas situaciones, entre los intervalos antes citados.

## Otras escalas relacionadas
- Kafi es el nombre utilizado en la música clásica indostaní para la escala equivalente.[15]
- Kharaharapriya es el nombre utilizado en la música carnática para la escala equivalente.

## Ejemplos

### Música tradicional
- "Drunken Sailor".[16]
- "Scarborough Fair".[17]

### Música clásica occidental
- "Et incarnatus est" en el movimiento del Credo en la Missa Solemnis de Beethoven.[18]

### Música popular urbana
El modo dórico se utiliza comúnmente en el funk por su sonoridad mayor/menor. Asimismo, constituye la base de la escala menor melódica ascendente, que también se conoce como la escala menor de jazz.
- "Along Comes Mary" de The Association.[19]
- "Billie Jean" de Michael Jackson.[16][17][20]
- "Earth Song" de Michael Jackson.[16]
- "Eleanor Rigby" de The Beatles.[16][17]
- "Smoke on the Water" de Deep Purple.[16][17]
- "The Wreck of the Edmund Fitzgerald" de Gordon Lightfoot.[16]
- "En la ciudad de la furia" de Soda Stereo.[cita requerida]
- " Riders on the Storm" de The Doors.[16]

#### Jazz
- "Maiden Voyage" de Herbie Hancock,[20] la pieza sigue la forma «aabba», en la que la sección «a» está en sol dórico y la «b» en la eólico.[21]
- "Milestones" de Miles Davis.[20]
- "So What" de Miles Davis, escrita en re y mi bemol dóricos.[16][20]
- "Oye Como Va" de Tito Puente, popularizada por Santana.[16]